# Kilamuva-sztélé
A Kilamuva-sztélé az i. e. 9. század második felében, i. e. 820 körül keletkezett. A szamali Kilamuva király önéletrajzi felirata. 16 soros, föníciai és arameus keveréknyelven, föníciai betűírással íródott kőtábla. Elsődleges forrása az i. e. 9. századi szamali királyok sorrendjének és rokonságuknak. Ugyanakkor rövidsége ellenére rávilágít az uralkodó belpolitikájának néhány elemére is.

## Felirata
Én Kilamuwa vagyok, Ḥayyā fia. Gabbar uralkodott Yaʾudi felett, de nem ért el semmit. Következett Bāmā, de nem ért el semmit. Következett atyám, Ḥayyā, de nem ért el semmit, majd bátyám, Šaʾil, de nem ért el semmit. De én, Kilamuwa, Tammat fia, amit én tettem, nem tették azt az előző királyok! Atyám házát körülvették a hatalmas királyok, és mind harcolni akartak ellenem. De olyan voltam e királyok kezében, mint a tűz, amely megperzseli a szakállat, mint a tűz, amely elégeti a kezet! Hatalma volt felettem a danuniak királyának, de felbéreltem ellene Asszíria királyát, s a fiatal nőt olyanná tettem, mint a juh, s a férfit mint egy öltözék ruha. Így ültem én, Kilamuwa, Ḥayyā fia atyám trónszékébe! A korábbi királyok idején a muškab-emberek úgy morogtak, mint a kutyák. De én egyikük számára atya lettem, a másikuk számára anya lettem, a harmadik számára testvér lettem. Aki még csak nem is látott birkafejet, birkanyáj urává tettem. És ezüst urává, arany urává. Aki gyermekkora óta inget sem ismert, napjainkban bisszusba öltözött. Én fogtam kézen a muškab-embereket, s az ő lelkük olyan lett irányomban, mint az árva lelke anyja iránt. Ha majd valamelyik fiam a trónomra ül utánam, de tönkreteszi ezt a feliratot, ne tisztelje többé a muškab a baʾarirt, és ne tisztelje többé a baʾrir a muškabot. És ha bárki szétzúzná ezt a stélét, zúzza szét a fejét Baʾal-Ṣemed, Gabbar ura, zúzza szét a fejét Baʾal-Xammān, Bāmān ura, együtt Reχub-ʾEllel, a palota urával.
– Hahn István fordítása